# Radetzkymarsch (1994)
Radetzkymarsch ist ein Fernseh-Mehrteiler aus dem Jahr 1994. Er basiert auf dem gleichnamigen Roman Radetzkymarsch von Joseph Roth aus dem Jahr 1932.

## Handlung
Der Film schildert über drei Generationen der Familie von Trotta hinweg gleichzeitig deren Aufstieg und Untergang sowie auch den der k. u. k. Monarchie. Die Geschichte beginnt 1859, als der Offizier Joseph Trotta dem österreichischen Kaiser Franz Joseph I. in der Schlacht von Solferino das Leben rettet, dafür in den Adelsstand erhoben wird und fortan als „Held von Solferino“ in den Schulbüchern weiterlebt. Mit ihm beginnt der Aufstieg der Familie von Trotta.
Baron Franz von Trotta (Max von Sydow), Sohn des „Helden“, ist als Bezirkshauptmann in Mähren zu Ansehen gelangt und will, dass sein Sohn Carl Joseph (Tilman Günther), der Protagonist des Films, die Offizierslaufbahn einschlägt. Widerstrebend tut dieser es auch, um seiner Pflicht gegenüber Familie und Vaterland nachzukommen.
An der Person Carl Josephs wird exemplarisch der Niedergang der Donaumonarchie, aber auch der Familie von Trotta dargestellt. Beider Geschichte endet mit dem Ersten Weltkrieg: Das Kaiserreich geht unter und der junge Offizier von Trotta fällt in einem unbedeutenden Gefecht bei dem Versuch, Wasser für seine durstigen Soldaten zu holen.

## Besonderheiten
Regisseur Axel Corti starb am 29. Dezember 1993 noch während der Dreharbeiten, sodass Kameramann Gernot Roll den Film zu Ende drehte. Posthum wurde Corti 1995 für Radetzkymarsch der Adolf-Grimme-Preis mit Gold verliehen (zusammen mit Gernot Roll, Max von Sydow und Tilman Günther).

„Während der Dreharbeiten hatte Corti sein wöchentliches Radio-Feuilleton, besser bekannt als Schalldämpfer, in eine Art Radetzkymarsch-Tagebuch umgewandelt. […] In elf Schalldämpfern erzählte Corti von der Mühsal und den Freuden des Filmemachens, über Diebstahl und Schlamperei am Drehort, über das ewige Warten und die Kälte, über das Atemanhalten, wenn Max von Sydow sein ganzes Können ausspielt, über die Ignoranz und über die beleidigenden Ratschläge ihm aufgezwungener ‚Fachleute‘.“

Drehorte: Als Schloss des Grafen Chojnicki dient Schloss Kačina bei Kuttenberg.

## Kritiken
„Eine aufwendige, feinfühlige Literaturverfilmung (nach Axel Cortis Tod von Kameramann Roll fertiggestellt), die – auch durch Längen bedingt – Geduld und Konzentration verlangt und mit einigen darstellerischen Glanzlichtern der prominenten Besetzung aufwartet.“

## Weitere Verfilmung
Bereits 1965 wurde Radetzkymarsch unter der Regie von Michael Kehlmann ein erstes Mal verfilmt, siehe Radetzkymarsch (1965).